# Lew Iwanowitsch Jaschin

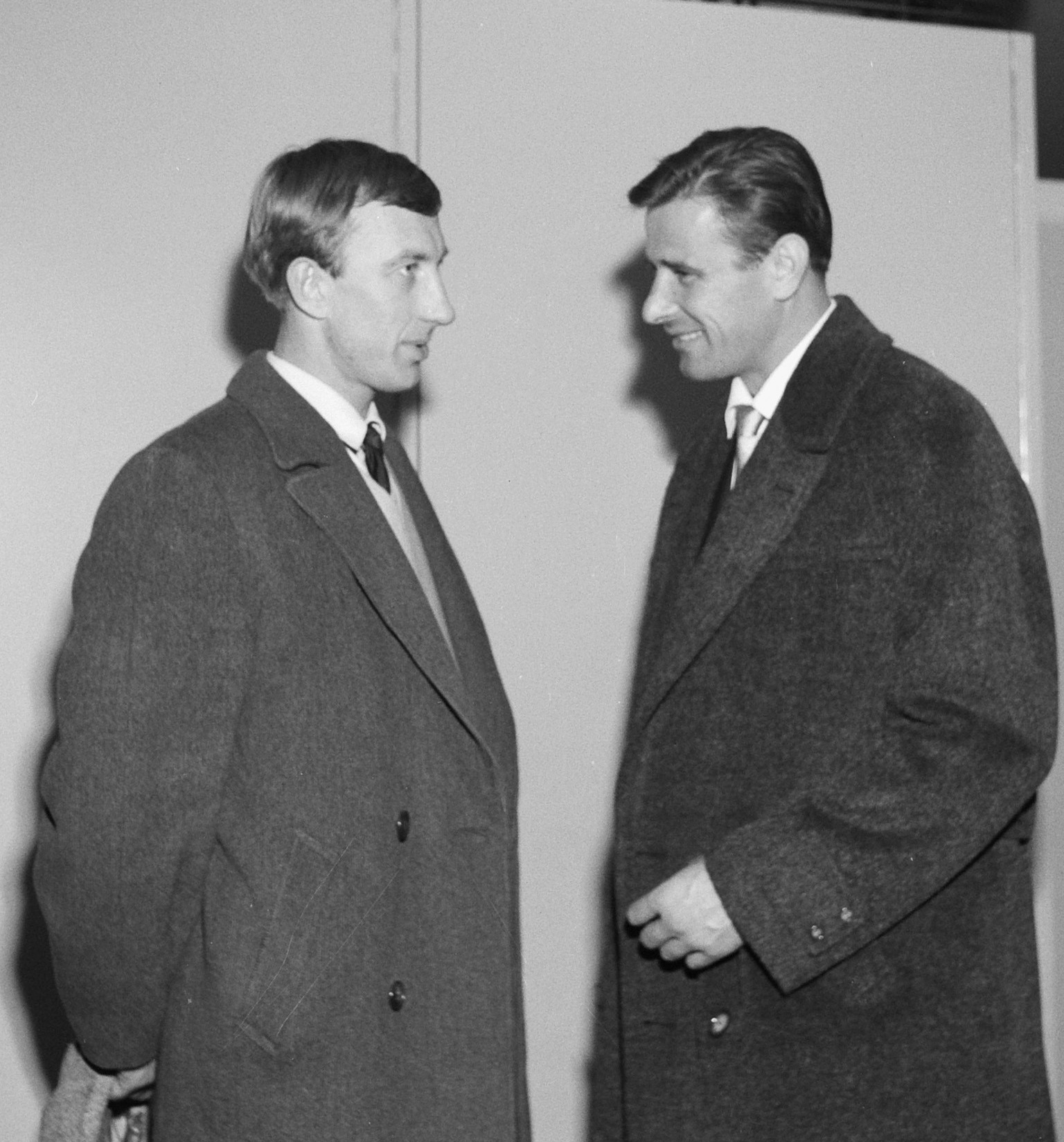
Igor Netto und Lew Jaschin (1961)

Lew Iwanowitsch Jaschin (russisch Лев Иванович Яшин, wiss. Transliteration Lev Ivanovič Jašin; * 22. Oktober 1929 in Moskau; † 20. März 1990 ebenda) war ein sowjetischer Fußball- und Eishockeytorwart.
Der Fußball-Europameister von 1960 wurde von der IFFHS zum besten Torhüter des 20. Jahrhunderts gewählt.

## Karrierebeginn
Lew Jaschin kam in Bogorodskoje im Osten Moskaus als Sohn einer Familie von Industriearbeitern auf die Welt. Beinahe hätte er gar nicht im Fußballtor gestanden. Eine ganze Zeit lang hoffte er, dereinst Schachweltmeister Michail Botwinnik ablösen zu können, gleichzeitig übte er sich auch im Fechten und im Basketball, im Tennis und im Wasserball und hütete das Eishockeytor. Als Jaschin mit dem Fußball begann, spielte er zunächst als Stürmer.
Während des Zweiten Weltkriegs zog Jaschin 1941 mit seiner Familie nach Uljanowsk um, wo er 1943 im nach dort evakuierten Flugzeugmotorenwerk Roter Oktober eine Schlosserlehre begann. 1944 kehrte die Familie nach Moskau zurück. Fußball spielte er in einem Werksteam im damaligen Moskauer Vorort Tuschino.
1947 wurde Jaschin in die Sowjetarmee eingezogen. Er diente in Moskau als Mechaniker bei der Luftwaffe, wo er auch im Luftwaffenteam Krylja Sowetow („Flügel der Sowjets“) als Torwart spielte. 1948 stieß er als 19-Jähriger zu FK Dynamo Moskau, wo er unter Führung von Cheftrainer Tschernyschow, der von seinen Reflexen begeistert war, auf der angegliederten Sportakademie für Nachwuchstalente zum Torwart umgeschult wurde.

## Karriere
Trotz aller Vorschusslorbeeren blieb Jaschin nur ein Platz auf der Reservebank. Daher fuhr er zunächst weiterhin zweigleisig – im Sommer spielte er Fußball für den FK Dynamo Moskau, im Winter hütete er zwischen 1951 und 1953 das Tor des HK Dynamo Moskau, der Eishockey-Mannschaft des Vereins.
Im Fußballclub dauerte es noch bis 1953, ehe er als 23-Jähriger endlich die Ersatzbank verlassen durfte und seinen Vorgänger Alexei Chomitsch und Ersatztorwart Walter Sanaja endgültig im Tor ablöste. Noch im selben Jahr wurde Dynamo Pokalsieger und 1954 Sowjetischer Fußballmeister. Nach dem Lokalrivalen Spartak Moskau avancierte Dynamo zur erfolgreichsten sowjetischen Mannschaft der 1950er Jahre. 
Auf internationaler Ebene debütierte Jaschin am 8. September 1954, als er beim 7:0 über Schweden in Stockholm das Tor der sowjetischen Fußballnationalmannschaft hütete.
1956 holte er mit der UdSSR bei den Olympischen Spielen in Melbourne die Goldmedaille. Da die Profis aus den westlichen Staaten nicht teilnehmen durften, dominierten die sogenannten „Staatsamateure“ aus Osteuropa das Turnier.

### Fußballweltmeisterschaft 1958 und Europameisterschaft 1960
1958 nahm er an seiner ersten Weltmeisterschaft teil. Zwar schied die sowjetische Mannschaft im Viertelfinale gegen Gastgeber Schweden aus, dennoch wurde Jaschin zum besten Torhüter des Turniers gewählt.
Auf den Gewinn des vierten Landesmeistertitels 1959 mit Dynamo folgte ein Jahr später der Triumph auf europäischer Ebene. Mit Jaschin als Rückhalt besiegte die UdSSR im Endspiel der ersten Europameisterschaft, der damals noch Europapokal der Nationen hieß, Jugoslawien in Paris mit 2:1.

### Fußballweltmeisterschaft 1962
Bei der Weltmeisterschaft 1962 in Chile wurde Jaschin mit seiner Auffassung vom „mitspielenden“ Torwart, dem Prototyp des modernen Keepers, vom südamerikanischen Publikum frenetisch gefeiert. Auch hier wurde er wieder zum besten Torwart des Turniers gewählt. In den frühen 1960er Jahren befand sich Jaschin auf dem Höhepunkt seiner Karriere und wurde 1963 mit dem Ballon d’Or als „Europas Fußballer des Jahres“ ausgezeichnet, womit er bis heute der einzige Torhüter ist, der den Ballon d’Or gewann. Im selben Jahr kassierte er in 27 Meisterschaftsspielen nur sechs Gegentreffer und Dynamo wurde erneut Meister. 
Waren seine gewaltigen Abschläge weit in die gegnerische Spielhälfte, oft bis in dessen Torraum hinein schon legendär, genoss Jaschin die größte Bewunderung bei Fans und Experten wegen seiner vorausschauenden Spielweise: er erweiterte seinen Aktionsradius über den Strafraum hinaus, organisierte seine Abwehr und fungierte bei Angriffen seiner Mannschaft als zusätzlicher verteidigender Feldspieler. Seine Fähigkeit, Spielzüge vorauszusehen, machten seine Ausflüge keineswegs zu riskanten Aktionen, nur selten ließ er sich durch Weitschüsse überraschen.

### Fußballweltmeisterschaft 1966
Jaschins dritte WM-Teilnahme 1966 in England endete erst im Halbfinale, als Jaschin die 1:2-Halbfinalniederlage gegen Deutschland nicht verhindern konnte. Ein Jahr später, am 16. Juli 1967 bei dem 4:0-Sieg in der Europameisterschaftsqualifikation in Tiflis gegen Griechenland, verabschiedete er sich nach 74 Spielen aus der sowjetischen Fußballnationalmannschaft, wobei er nur 70 Gegentreffer kassiert hatte.

### Fußballweltmeisterschaft 1970
Er nahm zwar 1970 an seiner vierten WM teil, wurde aber nicht mehr eingesetzt.

## Karriereende
Am 27. Mai 1971 feierte Jaschin, der „Schwarze Panther“ (oder auch „Schwarze Spinne“ und „Schwarzer Krake“), wie er aufgrund seines schwarzen Dresses genannt wurde, vor 104.000 Zuschauern sein Abschiedsspiel. Insgesamt stand er in 813 Spielen, davon 326 Punktspielen für Dynamo im Tor. Bei den Punktspielen musste er nur 207 Tore hinnehmen. Zu seinen weiteren Erfolgen zählen eine UdSSR-Vizemeisterschaft als Eishockeytorwart.
Jaschin blieb dem Fußball treu und wechselte in die Funktionärsebene. Von 1971 bis 1974 war er Teamchef (Mannschaftsleiter) der Fußballer von Dynamo. Er wurde von 1974 bis 1975 sowie ab 1985 Vorsitzender von Dynamo Moskau und Vizepräsident des sowjetischen Fußballverbands.
Lew Jaschin, der schon während seiner Torhüterkarriere ein starker Raucher war und 1982 zwei Schlaganfälle erlitt, starb am 20. März 1990 an den Folgen von Magenkrebs, nachdem ihm bereits 1984 wegen eines sogenannten Raucherbeins das rechte Bein am Oberschenkel und 1989 das andere Bein amputiert worden waren. Er wurde auf dem Wagankowoer Friedhof beigesetzt.
Das Werbeplakat für die Fußballweltmeisterschaft 2018 zeigt eine grafische Darstellung des „besten Torwarts der Fußballgeschichte“.

## Auszeichnungen und Ehrungen

### Individuell
- Wahl ins Ballon d’Or Dream Team (2020)
- Europas Fußballer des Jahres: 1963
- Leninorden der Sowjetunion (als einzigem Fußballer): 1969
- Held der sozialistischen Arbeit: 1990
- Verdienstorden „Roter Stern“
- Kreml-Orden
- Orden des Roten Banners der Arbeit: 1971
- Welttorhüter des 20. Jahrhunderts
- Er wurde als Torhüter in die Fußball-Weltauswahl des 20. Jahrhunderts gewählt.
- Das Internationale Olympische Komitee (IOC) in Wien wählte ihn ebenfalls als einen von elf Fußballern zum Sportler des Jahrhunderts.
- Ihm zu Ehren verleiht die FIFA seit 1994 bei jeder WM den Lev-Yashin-Preis für den besten Torhüter. Seit 2010 heißt der Preis offiziell Goldener Handschuh.
- Im Moskauer Luschniki-Sportpark erinnert ein Denkmal an den Torhüter des Jahrhunderts.
- Sowjetischer Torhüter des Jahres: 1960, 1963, 1966

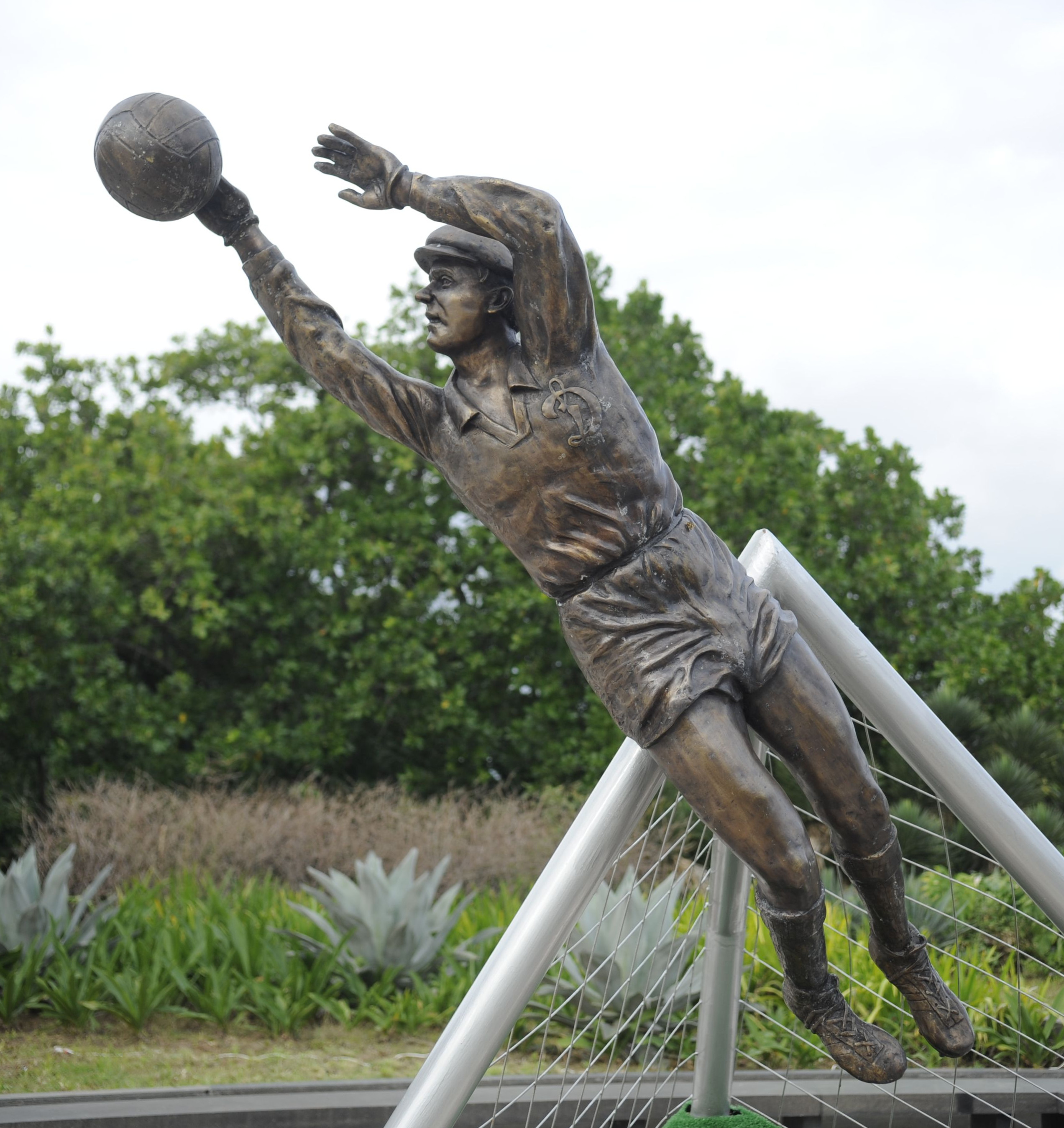
Statue von Lew Jaschin in Rio de Janeiro

- FIFA-Verdienstorden: 1988

### Verein
mit Dynamo Moskau
- Sowjetischer Meister: 1954, 1955, 1957, 1959, 1963
- Sowjetischer Vize-Meister: 1950, 1956, 1958, 1962, 1967, 1970
- Sowjetischer Pokalsieger: 1953, 1966/67, 1970
- Sowjetischer Pokalfinalist: 1955

### Nationalmannschaft
- Olympiasieger 1956
- Europameister 1960
- Vize-Europameister 1964
- WM-Vierter 1966
- EM-Vierter 1968

### Als Eishockeytorwart
- Sowjetischer Pokalsieger 1953